# МиГ-19
МиГ-19 (по кодификации НАТО: Farmer — «Фермер») — советский одноместный реактивный истребитель второго поколения, разработанный ОКБ Микояна и Гуревича в начале 1950-х годов.
Первый советский серийный сверхзвуковой истребитель, широко применялся в системе ПВО СССР и поставлялся за рубеж.
МиГ-19 стал первым в мире самолётом, способным при старте с земли достигать сверхзвуковой скорости в горизонтальном полёте.
МиГ-19 является ровесником американского истребителя F-100 Super Sabre, хотя во Вьетнаме противостоял и более поздним F-4 Phantom II.

## История разработки
Первым шагом на пути к созданию сверхзвукового истребителя МиГ-19 можно считать опытный самолёт СМ-1. По постановлению Совета Министров от 20 апреля 1951 года, старый МиГ-15бис 45°, проложивший дорогу к созданию МиГ-17, переоборудовали для установки двух двигателей АМ-5 вместо одного ВК-1. Двигатели размещались в фюзеляже, в мотоотсеке, вплотную друг к другу. Во время испытаний намечалось улучшить лётные характеристики МиГ-17 и довести двигатель до необходимого уровня надёжности и экономичности. Первоначально на СМ-1 установили два двигателя АМ-5 (позднее их заменили на усовершенствованные АМ-5А) тягой по 2000 кгс. В сумме два двигателя, даже без форсажа, давали большую тягу, чем один ВК-1Ф на форсаже, при этом их суммарная масса была всего на 88 кг больше. Меньшие габариты двигателей позволили разместить в фюзеляже три дополнительных бака общим объёмом в 770 литров.
Самолёт был построен в конце 1952 года и получил обозначение И-320. Лётные испытания провели лётчики Г. А. Седов и К. К. Коккинаки, а ведущим инженером по испытаниям назначили А. В. Минаева. На испытаниях самолёт достиг скорости 1193 км/ч на высоте 5000 м и скороподъёмности 41 м/с. Благодаря более экономичным двигателям и увеличенному объёму топлива существенно возрос радиус действия истребителя.
Следующим этапом в разработке МиГ-19 стало создание в 1952 самолёта СМ-2 (И-360). Новый самолёт отличался от СМ-1 удлинённым на 1,6 метра фюзеляжем, размах крыла уменьшился с 9,26 метра до 9,04 метра, а вес вырос с 5219 кг до 6802 кг. Для СМ-2 было разработано новое крыло со стреловидностью 55° и одним аэродинамическим гребнем. По предложению инженера Н. Волкова, в корневой части крыла были размещены пушки Н-37Д с боезапасом. Это позволило освободить место в носовой части фюзеляжа для другого оборудования. Другие изменения коснулись конструкции фонаря, основных стоек шасси и их щитков, нижний киль был увеличен, а посадочная фара была перенесена с левого крыла под носовую часть. Силовая установка состояла из двух двигателей АМ-5А.
В апреле 1952 года первый прототип с Т-образным хвостовым оперением, обозначенный СМ-2/1, был передан на аэродром ЛИИ, где 27 мая Г. А. Седов выполнил на нём первый полёт. Практически сразу стало ясно, что тяги двигателей АМ-5А недостаточно, и их заменили на форсированные АМ-5Ф с тягой 2150 кгс и 2700 кгс на форсаже. С новыми двигателями удалось достичь скорости М=1,19 в горизонтальном полёте. По результатам испытаний горизонтальное оперение перенесли на фюзеляж, одновременно увеличив его площадь, была также увеличена площадь руля направления и модифицированы тормозные щитки. Переделанный самолёт получил обозначение СМ-2А, а после увеличения аэродинамических гребней на крыле — СМ-2Б.

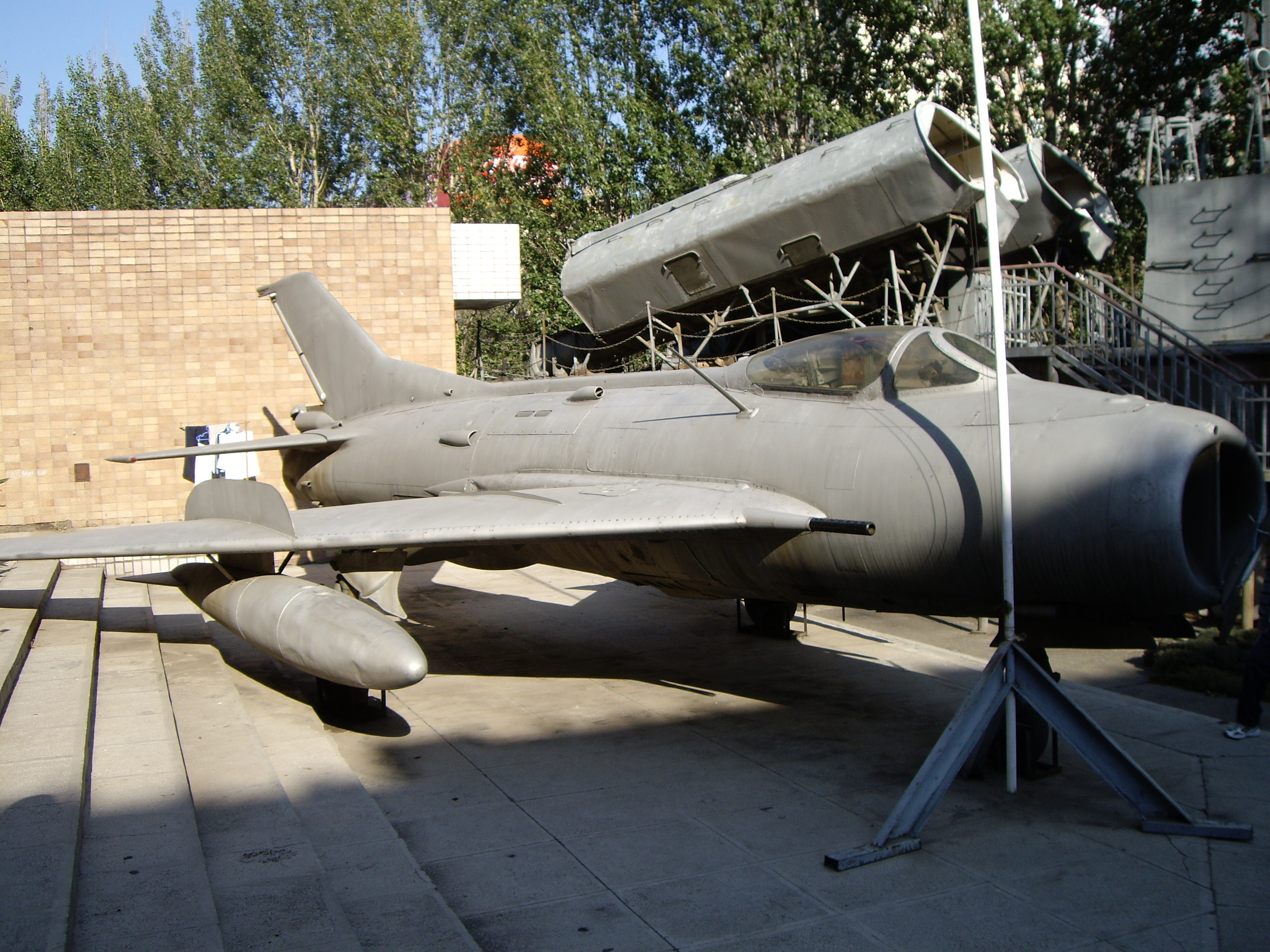
Shenyang J-6 (китайский МиГ-19) в Харбине, КНР

Второй прототип, СМ-2/2, был изначально построен с горизонтальным оперением на фюзеляже. Кроме того, на СМ-2/2 устанавливались пушки с коротким стволом и отсутствовала возможность подвески 760-литрового ПТБ.
Однако даже форсированный двигатель АМ-5Ф был недостаточно мощным, и прототипы переоснастили новыми, более мощными АМ-9Б тягой 2600 кгс и 3250 кгс на форсаже. После запуска в серию этот двигатель был обозначен РД-9Б. С новым двигателем СМ-2Б получил обозначение СМ-9/1. 5 января 1954 года, лётчик-испытатель Г. А. Седов впервые поднял СМ-9/1 в небо, всего он выполнил 132 полёта на этой машине. Уже во втором полёте был преодолён звуковой барьер.
К тому времени конструкторы изменили форму перегородки в воздухозаборнике, а пушки Н-37 заменили на три НР-23, с общим боекомплектом в 340 патронов. В состав оборудования входили радиостанция РСИУ-3М «Клён», ответчик «Узел-1» и радиодальнометр СРДМ-1М «Конус».
В 1953—1954 гг. проводились опытные полёты; была достигнута максимальная скорость 1650 км/час при динамическом потолке около 20 000 м. Применение ракетного ускорителя в дальнейшем позволило достичь скорости 1930 км/час и потолка 24 000 м.
5 января 1954 был совершён первый облёт предсерийной машины СМ-9
12 сентября 1954 года заводские испытания были завершены, и 30 сентября начались государственные испытания. Лётные испытания показали, что характеристики самолёта существенно улучшились, и СМ-9/1 был рекомендован к принятию на вооружение. Совет Министров постановлением № 286—133 от 17 февраля 1954 года распорядился начать серийное производство самолёта МиГ-19 на двух заводах в Горьком и Новосибирске.
3 июля 1955 самолёт был впервые показан на авиационном параде в Тушино под Москвой
В 1956 принято решение о создании наземного комплекса безаэродромного базирования и запуска самолёта. В рамках проекта создана подвижная катапульта и модифицированный вариант истребителя под индексом СМ-30. Самолёт оснащался стартовым пороховым ускорителем весом 400 кг. Старт машины происходил при работающих в форсированном режиме основных двигателях. Первый запуск с катапульты осуществлён в беспилотном варианте. Исследовались также параметры влияния ускорения на организм пилота при взлёте с катапульты. После доработок и модернизации катапульты пилотируемые запуски осуществили лётчики-испытатели Г. М. Шиянов, В. Г. Иванов, Г. Т. Береговой и другие. По замыслу разработчиков использование катапульты позволяло скрытно размещать самолёт-перехватчик в выбранном районе и резко сокращать время выхода боевой машины в режим перехвата цели. В дальнейшем работы над передвижным комплексом катапультируемого взлёта истребителя СМ-30 были свёрнуты в связи с появлением на вооружении частей ПВО высокоэффективных зенитных ракет класса «земля — воздух»

## Конструкция[7]
Самолёт МиГ-19 — классический цельнометаллический среднеплан с лобовым воздухозаборником, со стреловидным крылом и оперением. Планер изготовлен, главным образом, из алюминиевых сплавов с использованием в наиболее нагруженных элементах конструкции стали.
Фюзеляж — полумонокок с максимальным диаметром 1,45 м. Сечение фюзеляжа переменное — круглое в носовой части и эллиптическое в хвостовой. По шпангоуту № 20 проходит технологический и эксплуатационный разъём, разделяющий фюзеляж на носовую и хвостовую части. Легкоразъемное соединение частей фюзеляжа обеспечивает удобный монтаж и демонтаж двигателя.
В носовой части фюзеляжа расположена герметичная кабина лётчика. Кабина вентиляционного типа с катапультируемым креслом, шторкой для защиты лица, комплектом кислородного оборудования и высотно-компенсирующим костюмом. Кабина закрыта прозрачным каплеобразным фонарем. Лобовое остекление неподвижного козырька фонаря плоское и выполнено из бронестекла. Подвижный сегмент фонаря сдвигается назад. Аварийный сброс фонаря производился с помощью пневмосистемы. Для улучшения обзора задней полусферы на сдвижной части фонаря установлен перископ.
В нижней носовой части фюзеляжа смонтирована длинная штанга приёмника воздушного давления (ПВД). На перехватчиках МиГ-19П/ПМ штанги перенесены на консоли крыла. В носовой части фюзеляжа также расположены отсеки бортового радиоэлектронного оборудования (БРЭО), воздухозаборник, ниша уборки передней опоры шасси и топливный бак.
Хвостовая часть фюзеляжа крепится к носовой на четырёх болтах. В хвостовой части расположены двигатели, отсек тормозного парашюта и топливные баки. Миг-19 стал первым советским истребителем, оснащённым тормозным парашютом. По бортам на нижней поверхности фюзеляжа установлены воздушные тормоза.
Бронезащита лётчика включает переднее бронестекло фонаря толщиной 64 мм, бронеплиты перед кабиной толщиной 10 мм, бронеспинка толщиной 16 мм и бронезаголовник толщиной 25 мм. Имеет бронезащиту и стреляющий механизм катапульты.
Крыло — стреловидное цельнометаллическое двухлонжеронное, с внутренним подкосом. Конструктивно состоит из центроплана и двух отъёмных консолей. Механизация крыла: элероны и щитки-закрылки. Элероны с внутренной аэродинамической компенсацией. На левом элероне установлен триммер. Угол отклонения элеронов +/- 20 градусов. Щитки-закрылки со скользящей осью вращения отклоняются при взлёте на угол 15 градусов и при посадке на 25 градусов. На нижней поверхности крыла имеются интерцепторы кинематически связанные с элеронами. На каждой половине крыла расположены узлы подвески дополнительных сбрасываемых топливных баков и пусковые устройства четырёх ракет «воздух-воздух».
Хвостовое оперение — классической схемы стреловидное, состоит из киля с форкилем и рулём направления и стабилизаторов с рулями высоты. Углы отклонения руля направления +/- 25 градусов. Руль высоты отклоняется вверх на 16 градусов, а вниз на 21 градус.
Начиная с МиГ-19С, вместо стабилизатора с рулями высоты устанавливался цельноповоротный стабилизатор.
Под фюзеляжем для увеличения путевой устойчивости смонтирован вертикальный гребень.
Шасси — убираемое, трёхопорное с носовой стойкой. Все опоры одноколёсные. Носовая опора убирается поворотом вперёд в нишу фюзеляжа. Основные опоры убираются в ниши крыла поворотом к оси фюзеляжа. Все колёса снабжены тормозами. Уборка и выпуск шасси осуществляется гидравликой, аварийный выпуск пневмосистемой.
Силовая установка — два турбореактивных двигателя РД-9Б с осевым компрессором и форсажной камерой установлены в хвостовой части фюзеляжа бок о бок. Воздухозаборник лобовой, общий для обоих двигателей, разделён вертикальной перегородкой на два канала подвода воздуха к двигателям. Воздушные каналы проходят через всю носовую часть фюзеляжа и огибают кабину пилота.
Топливо размещалось в четырёх топливных баках общей ёмкостью 2170 литров. Первый топливный бак находился за кабиной пилота, второй под двигательным отсеком, третий и четвёртый находились в хвостовой части фюзеляжа, под удлинительными трубами двигателей. Предусмотрена возможность подвески под крылом двух сбрасываемых топливных баков ёмкостью по 760 л или 400 л.
Управление самолётом осуществляется по крену с помощью элеронов и интерцепторов, по курсу с помощью руля направления, по тангажу с помощью управляемого стабилизатора или рулей высоты. Элероны, интерцепторы и стабилизатор кинематически связаны с гидроусилителями, включёнными по необратимой схеме. Руль направления связан с педалями с помощью тросов. Усилия на ручке управления создаются пружинными загрузочными механизмами.
Гидравлическая система самолёта включает основную и бустерную. Основная предназначена для уборки и выпуска шасси, закрылков, тормозных щитков, управления створками сопл двигателей, выпуска и отсоединения тормозного парашюта, закрытия перекрывных топливных кранов, давление жидкости создаётся насосом с приводом от правого двигателя. В бустерной системе, предназначенной для управления самолётом, давление жидкости создаётся с приводом от левого двигателя.
Воздушная система самолёта обеспечивает основное и аварийное торможение колёс шасси, аварийный выпуск шасси и закрылков, открытие створок контейнера тормозного парашюта и сброс его после посадки, герметизацию кабины и подбрасывание сдвижной части фонаря в аварийной ситуации, спуск и перезарядку оружия и ряд других функций.
Кислородное оборудование включает парашютный прибор, маску и четыре кислородных баллона общей ёмкостью 12 литров.
Приборное оборудование обеспечивает выполнение полётов в любое время суток в простых и сложных метеорологических условиях и выполнение сложного пилотажа.
Вооружение
Вооружение — три пушки калибра 30 мм, с боезапасом 120 снарядов на ствол. Одна пушка установлена в носовой части фюзеляжа внизу справа, две другие в корневых частях консолей крыла.
На четырёх подкрыльевых узлах подвески предусмотрена возможность подвески блоков неуправляемых авиационных ракет различного калибра, бомб калибра до 250 кг.
На перехватчики МиГ-19ПМ пушки не устанавливали, а вооружали четырьмя управляемыми ракетами «воздух-воздух» с радиокомандной системой наведения.

## Модификации
| Название модели | Краткие характеристики, отличия. |
| --------------- | --- |
| СМ-К            | Опытные, для отработки системы управления ракетой X-20. |
| СМ-1 (И-340)    | Опытный МиГ-17 с двумя двигателями АМ-5 (позже АМ-5А). На нём была отработана схема компоновки силовой установки, впоследствии применённая на МиГ-19. |
| СМ-2/1 (И-360)  | Проектировался как фронтовой истребитель, способный летать со сверхзвуковой скоростью в горизонтальном полёте. Первый прототип серии, с двумя пушками Н-37Д и двумя двигателями АМ-5А (позже АМ-5Ф). Отличался Т-образным хвостовым оперением. Расчетной максимальной скорости на испытаниях не показал. |
| СМ-2/2 (И-360)  | Второй прототип серии, горизонтальное оперение располагалось на фюзеляже. |
| СМ-6            | Опытный, для испытания ракет К-6. |
| СМ-7/1          | С РЛС РП-1 «Изумруд», прототип МиГ-19П. |
| СМ-7/2          | С цельноповоротным оперением и двумя блоками НУРС ОРО-57К. Первые пуски ракет класса «воздух-воздух» были выполнены с этого самолёта. |
| СМ-7/М          | С РЛС РП-2У «Изумруд-2» и четырьмя ракетами РС-2-У, прототип МиГ-19ПМ. |
| СМ-9/1          | С двумя двигателями РД-9Б, прототип МиГ-19. Первый полёт выполнил в январе 1954 года. До начала Государственных испытаний запущен в серийное производство на заводах в Горьком и Новосибирске. |
| СМ-9/2          | С двумя двигателями РД-9Б, прототип МиГ-19С. Самолёт оснащался цельноповоротный стабилизатором и подфюзеляжным гребнем большой площади. Первый полёт в мае 1955 года. |
| СМ-9/3          | Опытный, с тремя пушками НР-30 вместо 3 НР-23. На самолёте была достигнута скорость М=1,46. Первый полёт ноябрь 1955 года. |
| СМ-9/3Т         | Переоборудованный для испытаний ракет К-13 (Р-3с). |
| СМ-9В           | Прототип МиГ-19СВ. |
| СМ-10           | Опытной, с системой дозаправки. |
| СМ-11           | Опытный, с ИК станцией «Ястреб-СИВ». |
| СМ-12/1         | Опытный, с ТРДФ РД-9БФ, воздухозаборником с острой передней кромкой и центральным регулируемым конусом. |
| СМ-12/2         | Опытный, с ТРДФ Р-3-26В с системой впрыска воды. |
| СМ-12/3         | Опытный, с ТРДФ Р-3-26, удлинённой на 670 мм носовой частью фюзеляжа и с 2-позиционным конусом в воздухозаборнике. |
| СМ-12/4Т        | Опытный, для испытаний УР К-13. |
| СМ-12ПМ         | Опытный, с двигателями Р3-26, РЛС ЦД-30 в конусе воздухозаборника, двумя управляемыми ракетами Р-2-УС и стартовыми ускорителями У-19М. |
| СМ-12ПМУ        | Три опытных самолёта с двигателями Р3М-26, РЛС ЦД-30 в конусе воздухозаборника, управляемыми ракетами К-5 и стартовыми ускорителями У-19М. |
| СМ-20           | Опытные, для отработки ракет X-20. |
| СМ-21           | Опытный, для испытаний НАР С-21. |
| СМ-24           | Опытный, для испытаний НАР С-24. |
| СМ-30           | Опытный, с ускорителем ПРД-22 для взлёта с наземного катапультного пускового устройства. Использовался для проверки концепции безаэродромного старта. Взлёт производился с катапульты, выполнений в виде автомобильного прицепа, с помощью пороховых ускорителей. Первый полёт апрель 1957 года.         |
| СМ-50           | Пять опытных машин с ускорителем У-19Д. |
| СМ-51           | Опытный, с ускорителем У-19Д. |
| СМ-52           | Опытный, с ускорителем У-19Д и РЛС «Алмаз». |
| СМ-52П          | Опытный, для испытаний аппаратуры «Горизонт-1». |
| М-19 (M-19M)    | Радиоуправляемый самолёт-мишень. |
| МиГ-19          | Первый серийный вариант. Вооружение: три 23-мм пушки НР-23. Поставки в войска начались в марте 1954 года. А уже 3 июля в воздушном параде в Тушине участвовали 48 новых МиГов. Всего до конца 1955 года цеха завода покинули 139 «девятнадцатых». (1954—1955 года).                                      |
| МиГ-19П         | Всепогодный перехватчик с РЛС РП-1 «Изумруд» и двумя пушками НР-30 (на первых серийных машинах — НР-23). На поздних сериях устанавливалась РЛС РП-5 «Изумруд-2». (1955 год) Под крылом устанавливалось четыре пилона для подвески вооружения и два пилона для подвески подвесного топливного бака.       |
| МиГ-19ПГ        | МиГ-19П с аппаратурой передачи данных и наведения с земли «Горизонт-1». (1955 год). |
| МиГ-19ПМ        | Перехватчик без пушечного вооружения, с четырьмя управляемыми ракетами РС-2У и РЛС РП-2У «Изумруд-2». (1957 год). Проектировался под чисто ракетное вооружение. Первый полёт в январе 1956 года. Серийное производство с 1957 года.                                                                      |
| МиГ-19ПМЛ       | МиГ-19ПМ оснащённые станцией наведения с земли «Лазурь». (1958 год). |
| МиГ-19Р         | Разведывательный самолёт на базе МиГ-19С с двигателями РД-9БФ-1, двумя пушками НР-30 и фотокамерами АФА-39 на месте третьей. (1956 год). |
| МиГ-19С         | Истребитель с цельноповоротным стабилизатором (отсюда и литера «С»), тремя 30-мм пушками НР-30, обновлённым составом БРЭО и улучшениями в конструкции планера. (1956 год) На заводах в Горьком и Новосибирске построено 2120 истребителей.                                                               |
| МиГ-19СВ        | Высотный перехватчик с облегчённой конструкцией, двумя пушками НР-30 и двигателями РД-9БФ-1. (1956 год) Строился малой серией. |
| МиГ-19СМК       | Опытный, для отработки КР К-10. |
| СЛ-19           | Самолёт-лаборатория с лыжным шасси. |

## Боевое применение

### ВВС Восточно-Европейских стран
Известные инциденты:

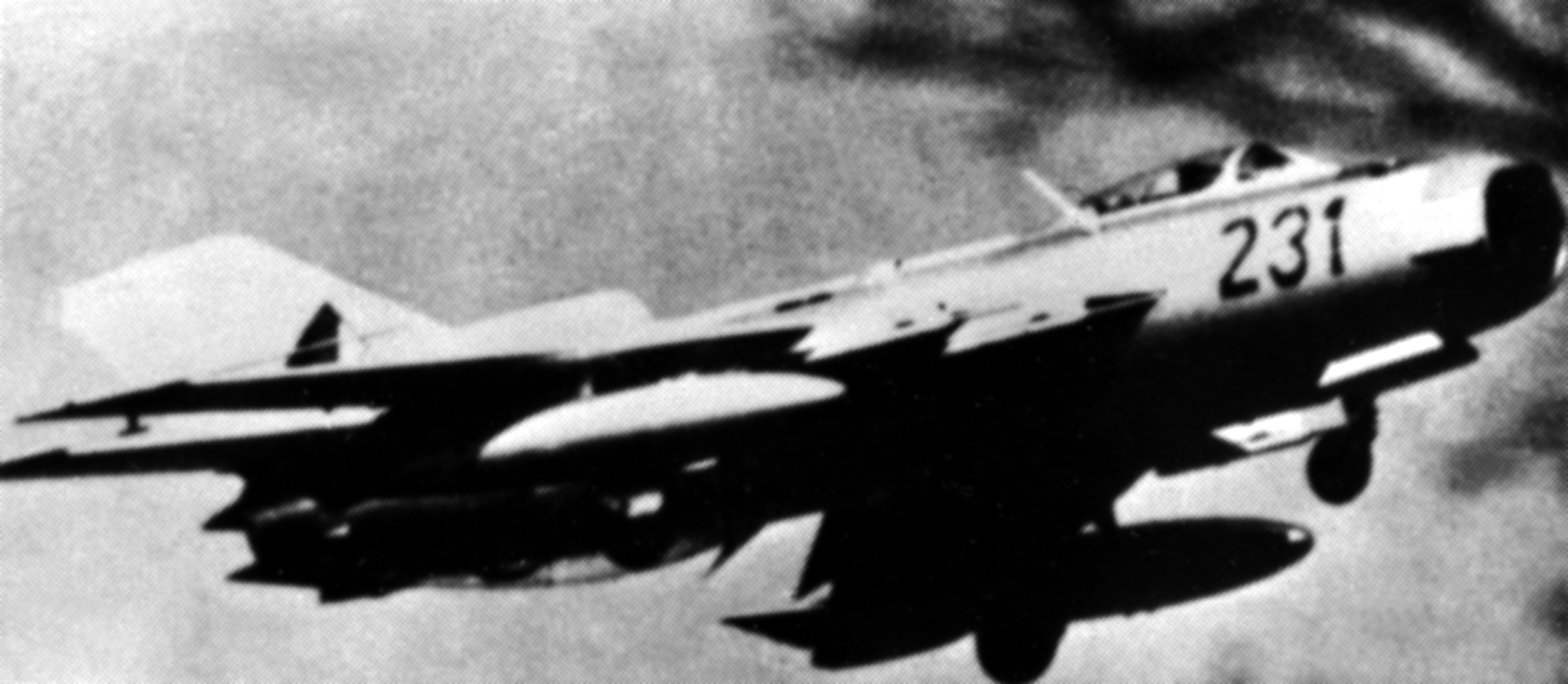
МиГ-19 ВВС ГДР. 1977 год

- 12 октября 1959 года истребитель F-84F Thunderstreak 155-й аэ ВВС Италии (с/н 53-6642) нарушил воздушное пространство Чехословакии и ему на перехват пришлось поднять четыре самолёта — пару МиГ-19П (пилоты 11-го иап Й. Файкс и 4-го иап Д. Сежноха) и пару МиГ-17ПФ (пилоты 1-го иап Д. Фальта и 11-го иап Я. Буреш). «Тандерстрик» был принуждён «девятнадцатым» Файкса и «семнадцатым» Буреша к посадке на чехословацкий аэродром Карловы Вары. Итальянский пилот лейтенант Е. ди Майо был арестован и через две недели отпущен, истребитель был возвращён Италии через несколько месяцев, при этом он уже был в неремонтопригодном состоянии и был списан после получения[9][10].
- В сентябре 1960 года произошла единственная встреча в боевых условиях между МиГ-19 и F-100 Super Sabre. Встреча произошла между чехословацким и американским самолётом, в результате которой американский «Супер Сейбр» был принуждён к посадке на территорию противника[10];
- 11 мая 1963 года чехословацким МиГ-19ПМ 4-го иап был перехвачен и принуждён к посадке на территории Чехословакии заблудившийся бельгийский самолёт CV-440 (а/к Sabena)[9].
- 3 октября 1963 года спортивный самолёт L-19 (р/н D-EJEV, ФРГ) нарушил воздушную границу Чехословакии, на перехват ему поднялся истребитель МиГ-19С (пилот к-н Ян Фокс). После трёх облётов самолёта-нарушителя, он продолжал путь к границе. В четвёртом заходе капитан Фокс открыл пушечный огонь и сбил L-19. Самолёт рухнул с высоты 800 метров в окрестностях города Тахов, пилот Георг Нуссер погиб[11].
- 21 июля 1967 года истребитель F-84G (с/н 10711) ВВС Югославии нарушил границу Албании и был перехвачен истребителями МиГ-19 (в версии F-6) албанских ВВС. «Тандерджет» был принуждён к посадке на аэродром Ринас. Югославский пилот Б. Воевич задержан и позже вместе с самолётом возвращены югославской стороне[12].
- Есть информация о предположительной потере одного МиГ-19 ВВС Польши (ни серийный номер, ни пилот неизвестны), который мог быть сбит в марте (или апреле) 1971 (или 1973) года. Во время перехвата разведывательного самолёта НАТО польский МиГ-19 был предположительно сбит восточно-германским (или советским) МиГ-19, также вылетевшим на перехват[13].

Борьба с разведывательными аэростатами
- Чехословацкие МиГ-19 применялись для уничтожения разведывательных автоматических дрейфующих аэростатов[10]. Например, один сбитый АДА в 50-х годах[9] был на счету чехословацкого пилота МиГ-19 капитана Затора[14]. Затора возможно самый первый пилот в истории, сбивший летательный аппарат с помощью МиГ-19.

Итоги применения
В общем итоге, из выше перечисленных случаев, действия истребителей МиГ-19 в составе ВВС Чехословакии привели к безвозвратной потере одного F-84 (совместно с МиГ-17), одного L-19 и одного АДА (это число может быть не полным), не считая принуждённых к посадке. Был предположительно потерян один польский МиГ-19.

### ВВС СССР
МиГ-19 довольно активно применялся в ходе охраны воздушных границ.
- 1 мая 1960 года во время вылета на перехват американского высотного самолёта-разведчика Lockheed U-2, которым по заданию ЦРУ управлял лётчик Фрэнсис Пауэрс, истребитель советских частей ПВО МиГ-19 был по ошибке сбит советской зенитной ракетой наземного базирования ЗРК С-75; пилот самолёта Сергей Сафронов погиб[15].
- 20 мая 1960 года транспортный самолёт С-47A Skytrain (р/н 43-15544) ВВС США нарушил границу ГДР (в некоторых источниках ошибочно указывается тип самолёта RB-47). На перехват была поднята пара МиГ-19 77-го иап (пилоты к-н Л. Г. Шкарупа и ст. л-т М. Крылов). После предупредительной очереди нарушитель совершил вынужденную посадку возле восточногерманского города Гревесмюлен. Девять человек, находившихся на борту, были задержаны, включая командира самолёта капитана Джеймса Лонди. После разбирательств самолёт и экипаж были отпущены[16].
- 1 июля 1960 года реактивный самолёт-разведчик RB-47H Stratojet (р/н 53-4281) ВВС США нарушил воздушную границу СССР во время полёта над Баренцевым морем. На перехват был поднят одиночный МиГ-19П 174-го иап (пилот к-н В. А. Поляков). При попытке пресечь полёт нарушителя, им был открыт огонь по «МиГу», однако в цель не попавший[17]. После этого капитан Поляков расстрелял разведчик из пушек. При крушении возле мыса Святой Нос, из шести человек находившихся на борту, советской стороной были спасены и задержаны старшие лейтенанты Фриман Олмстед и Джон Маккоун, четыре других погибли[16]. Таким, образом была одержана первая победа на МиГ-19 над пилотируемым самолётом, на сбитие было израсходовано 111 30-мм снарядов[18].
- 2 апреля 1963 года пара «МиГов», обстреляв вышедшую за пределы южного Берлинского коридора «Цессну-310», заставила её пилота приземлиться.

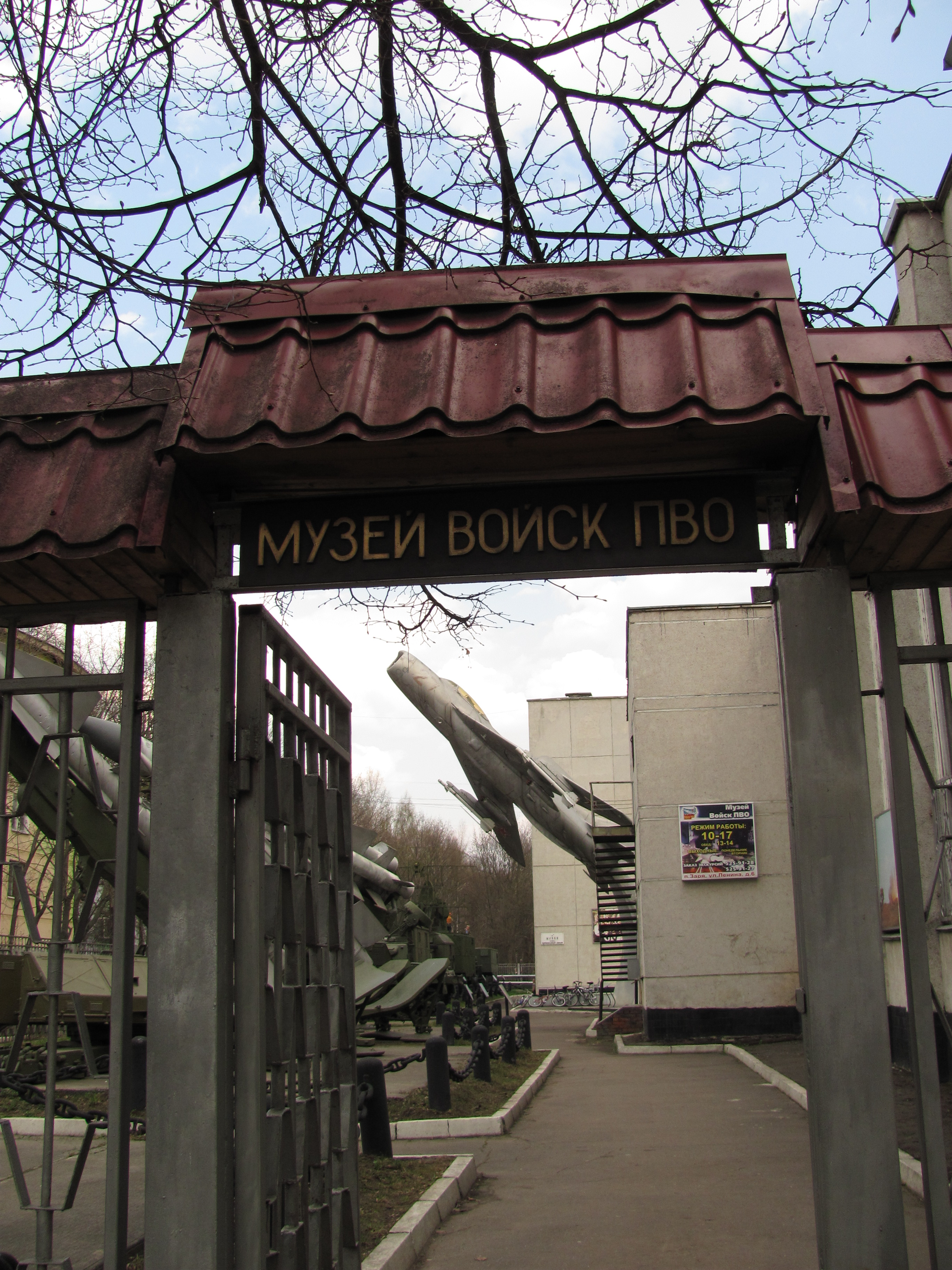
МиГ-19 «27 красный» в музее войск ПВО. В марте 1964 года этот истребитель залпом ракет сбил RB-66 Destroyer

- 10 марта 1964 года реактивный самолёт-разведчик RB-66C Destroyer (р/н 54-451) ВВС США нарушил границу ГДР. На перехват ему были подняты три МиГ-19С (пилоты, первый к-н Ф. М. Зиновьев 33-й иап б/н 24, второй к-н В. Г. Иванников 35-й иап б/н 27, третий Б. Сизов 35-й иап). В результате перехвата огнём пушек и неуправляемых ракет «МиГов» Зиновьева и Иванникова нарушитель был сбит и рухнул возле восточногерманского города Магдебург. Все три члена экипажа катапультировались и были задержаны советской стороной, командир капитан Дэвид Холланд, капитан Мэлвин Кесслер и лейтенант Харольд Велч[16].

28 марта 1964 года президент США Линдон Джонсон собрал пресс-конференцию, на которой принёс советской стороне извинения по поводу двух нарушений воздушных границ ГДР (28 января и 10 марта, в ходе которых были сбиты самолёты ВВС США) и пообещал принять дополнительные меры с целью недопущения впредь инцидентов подобного рода. После этого, советским лётчикам в данном регионе больше не приходилось сбивать нарушителей.
Борьба с разведывательными аэростатами
В годы Холодной войны советские «девятнадцатые» сбили значительное количество аэростатов с разведаппаратурой. Ниже приведены известные случаи уничтожения АДА с помощью истребителей МиГ-19:
- 3 апреля 1966 года советский МиГ-19 146-го гиап (пилот к-н В. Е. Лупич) над УССР на высоте 11,5 км сбил разведывательный аэростат[20].

В 70-х годах появились разведывательные АДА нового поколения, которые запускались в том числе с аэродрома в Турции возле города Эрзурум. Они также сбивались советскими истребителями:
- В 1971 году советский МиГ-19 152-го иап (пилот м-р В. А. Гулей) над ТССР сбил разведывательный аэростат[21];
- В 1972 году советский МиГ-19 152-го иап (пилот п-п/к А. К. Белов) над ТССР сбил разведывательный аэростат[21];
- В 1973 году советский МиГ-19 152-го иап (пилот п-п/к А. К. Белов) над ТССР сбил разведывательный аэростат[21];
- 19 августа 1975 года советский МиГ-19 562-го иап (пилот к-н А. И. Сниншиков) в районе Бакинского округа ПВО сбил разведывательный аэростат[22];
- В сентябре 1975 года советский МиГ-19 152-го иап (пилот Н. М. Михеев) над ТССР сбил разведывательный аэростат[21];
- В 1976 году советский МиГ-19 152-го иап (пилот м-р В. А. Гулей) над ТССР сбил разведывательный аэростат[21].

Итоги применения
В общем итоге, из выше перечисленных случаев, истребителями МиГ-19 в составе ВВС СССР было сбито по меньшей мере два самолёта и семь АДА (это число может быть не полным), не считая принуждённых к посадке. При этом был потерян один «девятнадцатый», сбитый «дружественным огнём» с земли.

### Юго-Восточная Азия
Война во Вьетнаме
С середины 1960-х годов в связи с вводом американских войск во Вьетнам истребители МиГ-19 (в китайской версии J-6) стали одним из основных средств защиты воздушных границ КНР и ДРВ. С августа 1964 по ноябрь 1968 года американские самолёты 383 раза вторгались в воздушное пространство КНР, зачастую это приводило к сбитию американских самолётов:
- 15 ноября 1964 года истребителем МиГ-19 2-го иап 1-й иад ВВС НОАК (пилот Кайтонг Ху) в районе Гуанси был сбит БПЛА AQM-34 Firebee 350-й стратегической разведывательной эскадрильи ВВС США[24];
- 2 января 1965 года истребителем МиГ-19 1-го иап 1-й иад ВВС НОАК (пилот Хуалиан Жанг) в районе Юньнаня был сбит БПЛА AQM-34 350-й срэ ВВС США[24];
- 24 марта 1965 года истребителем МиГ-19 10-го иап 4-й иад ВВС НОАК (пилот Хянгуй Ванг) в районе Хайнаня был сбит БПЛА AQM-34 350-й срэ ВВС США[24];
- 31 марта 1965 года истребителем МиГ-19 10-го иап 4-й иад ВВС НОАК (пилот Жишень Су) в районе Хайнаня был сбит БПЛА AQM-34 350-й срэ ВВС США[24];
- 3 апреля 1965 года истребителем МиГ-19 54-го иап 18-й иад ВВС НОАК (пилот Хиаохай Донг) в районе Гуанси был сбит БПЛА AQM-34 350-й срэ ВВС США[24];
- 18 апреля 1965 года истребителем МиГ-19 1-го иап 1-й иад ВВС НОАК (пилот Хуалиан Жанг) в районе Юньнаня был сбит БПЛА AQM-34 350-й срэ ВВС США[24];
- 21 августа 1965 года истребителем МиГ-19 10-го иап 4-й иад ВВС НОАК (пилот Хянгуй Ванг) в районе Хайнаня был сбит БПЛА AQM-34 350-й срэ ВВС США[24];
- 20 сентября 1965 года истребителем МиГ-19 10-го иап 4-й иад ВВС НОАК (пилот Гао Хянг) в районе Хайнаня был сбит истребитель F-104C Starfighter ВВС США (р/н 56-883, пилот к-н Ф. Смит был взят в плен). Ещё два F-104C вылетевшие ему на помощь столкнулись и разбились[25]. «Старфайтер» был расстрелян огнём пушек с расстояния всего 29 метров, что стало наименьшей дистанцией сбития сверхзвукового истребителя в истории. При этом по китайскому «МиГу» попало 13 обломков, в результате чего на аэродром он садился с одним отказавшим двигателем[24];
- 24 декабря 1965 года истребителем МиГ-19 15-го иап 9-й иад ВВС НОАК (пилот Илонг Шу) в районе Юньнаня был сбит БПЛА AQM-34 350-й срэ ВВС США[24];
- 5 марта 1966 года истребителем МиГ-19 25-го иап 9-й иад ВВС НОАК (пилот Хиякинг Сан) в районе Гуанси был сбит БПЛА AQM-34 350-й срэ ВВС США[24];
- 23 марта 1966 года истребителем МиГ-19 ВВС 25-го иап 9-й иад НОАК (пилот Илонг Шу) в районе Юньнаня был сбит БПЛА AQM-34 350-й срэ ВВС США[24];
- 12 апреля 1966 года истребителем МиГ-19 76-го иап 26-й иад ВВС НОАК (пилот Ли Лай-Си) в районе Лэйчжоу был сбит самолёт-заправщик KA-3B Skywarrior ВМС США (р/н 142653), весь экипаж, командир Вильям Глассон и три члена экипажа погибли[26];
- 8 мая 1966 года истребитель-бомбардировщик F-105 Thunderchief ВВС США получил повреждения огнём 30-мм пушек в бою с МиГ-19 26-й иад ВВС НОАК[24];
- 9 сентября 1966 года истребитель-бомбардировщик F-105 Thunderchief ВВС США в районе Гуанси получил повреждения огнём 30-мм пушек в бою с МиГ-19 54-го иап ВВС НОАК (пилот Хиу Минг Гао)[24];
- 17 сентября 1966 года истребитель-бомбардировщик F-105 Thunderchief ВВС США получил повреждения огнём 30-мм пушек в бою с МиГ-19 54-го иап ВВС НОАК (пилот Чанг Джи Гао)[24];
- 29 апреля 1967 года истребителем МиГ-19 ВВС 54-го иап 18-й иад НОАК (пилот Джинтань Янг) в районе Гуанси был сбит БПЛА AQM-34 350-й срэ ВВС США[24];
- 26 июня 1967 года парой МиГ-19 16-го иап 6-й иад ВВС НОАК (№ 21 Жушу Ванг и № 22 Джилянг Лу) в районе Хайнаня был сбит истребитель ВВС США F-4C Phantom II (р/н 63-7577, м-р Д. К. Блэндфорд и 1-й л-т Д. М. Джэрвис погибли)[27][28];
- 21 августа 1967 года истребителем МиГ-19 52-го иап 18-й иад ВВС НОАК (пилот Руиджи Хань) в районе Гуанси был сбит штурмовик A-6A Intruder ВМС США (р/н 152627), пилот мл. л-т Д. Скотт и оператор мл. л-т Д. Тримблей погибли[29];
- 21 августа 1967 года истребителем МиГ-19 52-го иап 18-й иад ВВС НОАК (пилот Фенгия Чен) в районе Гуанси был сбит ещё один штурмовик A-6A Intruder ВМС США (р/н 152625), пилот л-т к-р Д. Баклей погиб, оператор л-т Р. Флинн взят в плен[29].

Всего в воздушных боях китайские МиГ-19 одержали не меньше 16 воздушных побед над американскими летательными аппаратами (сбиты 11 AQM-34, два A-6A, один F-4C, один F-104C и один KA-3B), также были подбиты три F-105. Погибло девять американских членов экипажей и двое взято в плен. Ещё две заявки на воздушные победы остались неподтверждёнными, один RA-3D 5 октября 1965 и один F-4B 14 апреля 1967. При этом ни одного китайского МиГ-19 в воздушных боях потеряно не было. Китайские «девятнадцатые» могли также применяться для уничтожения разведывательных дрейфующих аэростатов, но каких либо подробностей на этот счёт неизвестно.

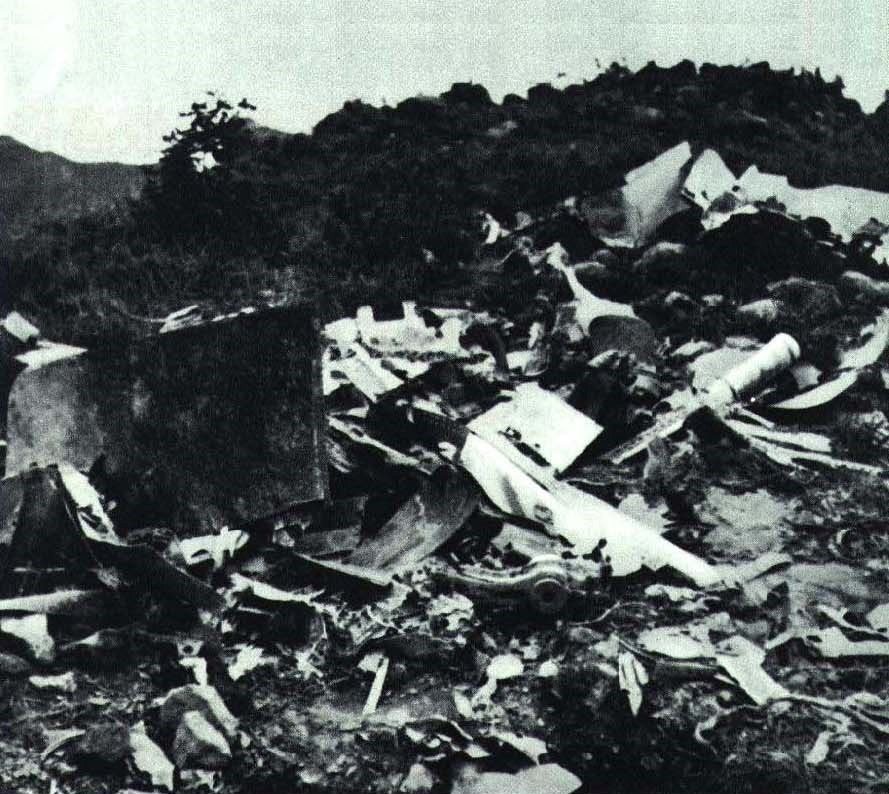
Обломки одного из двух штурмовиков A-6 Intruder ВМС США, сбитых китайскими истребителями МиГ-19 21 августа 1967 года

Вьетнам получил истребители J-6 (китайские копии МиГ-19), которые встали на вооружение 925-й истребительного авиаполка. Местом базирования командование ВВС ДРВ определило аэродром Йенбай. В апреле 1969 года насчитывалось девять самолётов J-6. Боеготовым он стал лишь весной 1972 года, лётчики 925-го защищали гидроэлектростанцию Тхакба. При этом 19 января 1972 года МиГ-19, пилотируемый Нгуен Ту Донгом, во время перебазирования на другой аэродром был ошибочно перехвачен и сбит огнём ВПУ истребителя МиГ-21ПФМ 927-го иап, пилотируемый Нгуен Дак Соатом. Донг успел катапультироваться.
В бою вьетнамским J-6 впервые удалось поучаствовать 8 мая 1972 года. Утром радиолокаторы засекли четыре цели на высоте 5000 метров, по направлению к Йенбаю. Навстречу им подняли сначала пару МиГ-21 из 921-го полка, а затем звено J-6 из 925-го. Последние обнаружили четыре самолёта F-4 «Фантом». Попытка американцев применить управляемые ракеты не удалась — противник успешно от них уклонился. Вьетнамцы сблизились на дистанцию открытия пушечного огня и два американских истребителя получили повреждения. Один из них вспыхнул и начал пикировать, но проследить его судьбу не удалось — у вьетнамцев кончалось горючее. J-6 вернулись домой без потерь. Подбитые «Фантомы» смогли вернуться.
В общем из опубликованных в США сведений следует, что в ходе войны американцы сбили восемь северовьетнамских J-6, все экипажами «Фантомов», из них один — пушками F-4E, остальные ракетами.
По официальным данным Вьетнама в ходе всей войны было потеряно девять МиГ-19 (в версии J-6) из 54 (совершено 80 боевых вылетов), из них пять-шесть было сбито вражеским огнём, два-три разбилось в катастрофах и один был сбит дружественным огнём, погибло пять пилотов.
Безвозвратные потери вьетнамских МиГ-19 в воздушных боях от действий противника:
- 10 мая 1972 года истребителем F-4E сбит МиГ-19 925-го иап, пилот Ли Дук Он погиб;
- 23 мая 1972 года истребителем F-4E сбит МиГ-19 925-го иап, пилот Нгуен Дук Тен катапультировался;
- 2 июня 1972 года истребителем F-4E сбит МиГ-19 925-го иап, пилот Фам Нгок Ван погиб;
- 2 сентября 1972 истребителем F-4E года сбит МиГ-19 925-го иап, пилот Хунг Као Бонг катапультировался;
- 2 сентября 1972 истребителем F-4E года сбит МиГ-19 925-го иап, пилот Нгуен Ван Туан погиб.

Вьетнамцы заявляли о семи воздушных победах «девятнадцатых» (три подтверждённые), все над «Фантомами». Подтверждённые воздушные победы вьетнамских МиГ-19 (повреждённые не учитываются):
- 10 мая 1972 года истребителем МиГ-19 925-го иап (пилот Нгуен Мань Танг) был сбит истребитель F-4E 432-го авиакрыла ВВС США (р/н 67-0386, пилот к-н Д. Харрис и оператор к-н Д. Вилкинсон погибли);
- 10 мая 1972 года истребителем МиГ-19 925-го иап (пилот Фам Хонг Сон) был сбит истребитель F-4E 432-го авиакрыла ВВС США (р/н 65-0784, пилот м-р Р. Лодж погиб, оператор к-н Р. Лошер спасся);
- 18 мая 1972 года истребителем МиГ-19 925-го иап (пилот Нгуен Мань Тунг) был сбит истребитель F-4D 366-го авиакрыла ВВС США (р/н 66-7612, пилот ст. л-т В. Разел и оператор ст. л-т Д. Беднарек погибли).

Последний эпизод применения МиГ-19 во вьетнамской войне был в январе 1974 года, когда «МиГи» ВВС НОАК прикрывали с воздуха высадку китайского десанта на Парасельские острова. В этом году КНР передала ДРВ последние 29 истребителей МиГ-19.
Таким образом, МиГ-19 в составе северовьетнамских ВВС, с учётов случаев только где известен лётчик, одержали три воздушные победы (погибло пятеро) и потеряли пять самолётов (погибло трое) от действий истребителей противника, ещё один сбит по ошибке своим самолётом.
Тайваньский конфликт

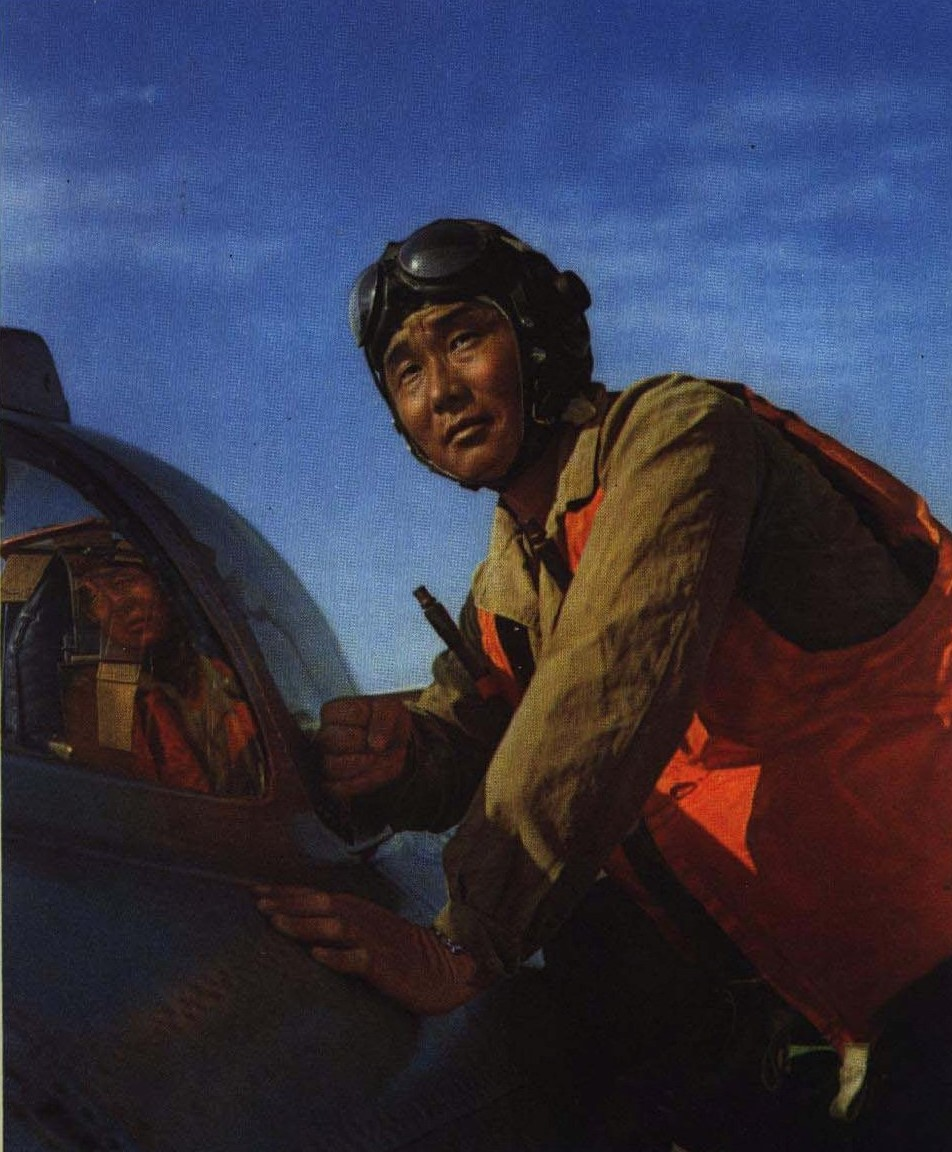
Замком 54-го иап ВВС КНР Кау Чан-Си возле своего J-6. 18 марта 1965 года он в бою на сверхзвуковой скорости сбил RF-101 ВВС Тайваня

Параллельно войне во Вьетнаме КНР использовала «девятнадцатые» в конфликте с Тайванем. Китайские МиГ-19 одержали три воздушные победы над тайваньскими самолётами, без потерь со своей стороны:
- 19 декабря 1964 года истребителем МиГ-19 10-го иап 4-й иад ВВС НОАК (пилот Ванг Хонг Хи) в районе провинции Чжэцзян был сбит тайваньский сверхзвуковой самолёт-разведчик RF-101A Voodoo (б/н 5651, c/н 54-1501), тайваньский пилот майор Хсих Хсян-хо был взят в плен[24][26][26];
- 18 марта 1965 года истребителем МиГ-19 54-го иап 18-й иад ВВС НОАК (пилот Кау Чан-Си) в районе провинции Гуандун был сбит тайваньский сверхзвуковой самолёт-разведчик RF-101A Voodoo (б/н 5656, c/н 54-1519), тайваньский пилот подполковник Чан Ю-Бао погиб[24][26];
- 9 января 1966 года пара истребителей МиГ-19 осуществляла прикрытие пары МиГ-17 во время уничтожения HU-16A Albatross ВМС Тайваня[26];
- 13 января 1967 года тайваньский разведчик RF-104 под прикрытием четырёх истребителей F-104G был перехвачен четырьмя МиГ-19 24-й иад ВВС НОАК возле границы материкового Китая. «Старфайтеры» атаковали первыми выпустив четыре ракеты AIM-9, но все ракеты прошли мимо целей. Китайский «МиГ», пилотируемый Ху Шо-Кеном контратаковал и огнём пушки сбил F-104G (б/н 4353, c/н 64-17779). На сбитие израсходовано 48 30-мм снарядов, тайваньский пилот Ян Цинь-Цун погиб[26]. Тайваньские пилоты заявляли о двух воздушных победах в этом бою[39], что не было подтверждено китайской стороной[24].

Конфликт с СССР
В период ухудшения обстановки на советско-китайской границе J-6 неоднократно залетали на 1—1,5 км вглубь территории СССР.
Кампучийский конфликт
По некоторым данным, в 1979 году в воздушных «стычках» неоднократно участвовали вьетнамские и кампучийские F-6. Говорить о победах той или иной стороны при этом не стоит из-за противоречивости информации.
- В результате разгрома красных кхмеров, вьетнамцы захватили 16 истребителей F-6C, из них 6 было в боеготовом состоянии и 10 находилось в несобранном виде в контейнерах[40].

Китайско-вьетнамская война
В марте 1979 году эпизодически применялись в ходе интервенции армии КНР в северные провинции Вьетнама. Столкнувшись с отлично оснащённой ПВО, один китайский самолёт был сбит. Кроме того 15 апреля один китайский J-6 совершил попытку угона во Вьетнам но разбился в горах в 80 километрах от Хайфона. После вывода войск из Вьетнама китайские «МиГи» неоднократно вторгались в воздушное пространство соседа.
Дальнейшая служба
25 августа 1990 года командир звена старший лейтенант Ван Баоюй, из 62-го воздушного полка 21-й воздушной дивизии ВВС НОАК на самолёте J-6 с бортовым номером «20520» перелетел советско-китайскую границу в районе горы Столовой, а затем совершил посадку на военном аэродроме Кневичи возле Владивостока. Ван Баоюй взлетел с военного аэродрома Цзяохэ вблизи города Муданьцзян (расположен в 381 км от Владивостока). Взлетев, он изменил курс и на низкой высоте вошёл в советское пространство. 30 августа истребитель и пилот были возвращены властям Китая.
В июне 2010 года прошла церемония прощания с J-6 — своим самым известным истребителем, который служил в китайских ВВС более сорока лет.

### Ближний Восток

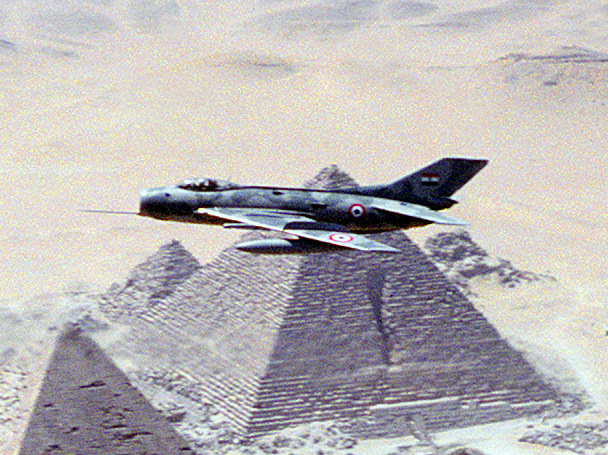
Египетский МиГ-19

В 1958—1962 гг. в Египет было поставлено от 80 до 100 истребителей МиГ-19С и не менее 40 в Сирию.
Гражданская война в Северном Йемене
Египет использовал их во время войны в Йемене. Подробной информации о тех боях практически нет.
Арабо-израильский конфликт
- 29 ноября 1966 года египетские МиГ-19 участвовали в воздушном бою на границе с Израилем. В ходе неудачной попытки перехвата израильского самолёта Piper Cub, два «МиГа» были подбиты истребителями «Мираж III» южнее израильской деревни Ницана. Подбитые «МиГи» смогли дотянуть до территории Египта, где потерпели крушение, первый пилот Мохамед Абд эль-Монейм погиб, второй Халед Аль Дали выжил[45].

Шестидневная война
По одним данным, перед началом Шестидневной войны в 1967 году на территории Египта находилось 26 истребителей МиГ-19, из них только 19 были в полётпригодном состоянии. По другим данным, в первый день войны Египет потерял 28 МиГ-19. Израиль претендовал на 15 сбитых, из них согласно западным источникам перечислены 13 подтверждённых, МиГ-19 в воздушных боях (какая либо информация о сбитых египетских самолётах не указывается, на все победы претендуют истребители «Мираж»), например, согласно этим данным, в первый день были сбиты 4-5 МиГ-19. В то же время в российском источнике перечислены 8 сбитых в воздушных боях египетских МиГ-19, также указаны полные данные о пилотах, 2 пилота погибло, 1 взят в плен и 5 спаслись.
Успехи египтян выглядят гораздо скромнее — они заявляли о двух неподтверждённых воздушных победах над транспортными самолётами «Норатлас». Кроме того, египетские самолёты понесли большие потери от ударов израильской авиации по аэродромам — только в первый день войны на земле было уничтожено несколько МиГ-19. Подробного списка всех потерь египетских «девятнадцатых» нет, при этом существуют оценки потерь египетских МиГ-19 в войне в 29 машин.
Сирия также применяла свои МиГ-19С во время Шестидневной войны. 5 июня 1967 года, сирийский МиГ-19 (пилот Гази аль-Вазвази) сбил израильский истребитель Super Mystere B2 (пилот Дан Сигри катапультировался и был убит за оказание сопротивления во время взятия в плен). 6 июня, сириец на МиГ-19 повредил огнём пушки ещё один израильский Super Mystere B2. В этот же день сирийский МиГ-19С на египетском фронте по западным данным сбил израильский военно-транспортный самолёт Noratlas. В ходе войны сирийские «девятнадцатые» не понесли никаких потерь.
Потери МиГ-19 в воздушных боях в ходе войны, имеющие информацию о пилотах или бортовых номерах:
- 5 июня в районе Хургады египетский МиГ-19 был сбит истребителем Mirage III. Пилот лейтенант Х. Исса успешно катапультировался;
- 6 июня в районе Джабаль аль-Магра пара египетских МиГ-19 была сбита истребителями Mirage III. Первый пилот капитан С. Идрис погиб, второй лейтенант А. Данеш взят в плен;
- 6 июня в районе Джабаль аль-Магра пара египетских МиГ-19 была сбита истребителями Mirage III. Пилоты майор Х. Сидки и лейтенант С. Заглул успешно катапультировались;
- 7 июня в районе Рас-Сидр пара египетских МиГ-19 была сбита истребителями Mirage III. Пилоты майор М. аль-Шалаш и капитан М. Дарвиш успешно катапультировались;
- 7 июня юго-западнее Эль-Ариша после нанесения удара по израильской технике египетский МиГ-19 был сбит истребителем Syper Mystere. Пилот лейтенант М. эль-Даем погиб.

Победы МиГ-19 в воздушных боях в ходе войны:
- 5 июня израильский Super Mystere B2 был сбит сирийским истребителем МиГ-19. Пилот Дан Сигри погиб[52].

Таким образом, при учёте случаев когда был известен пилот сбитого самолёта, МиГ-19 имели в ходе войны восемь потерь в воздушных боях и одну воздушную победу.
Война на истощение
19 мая 1969 года по западным данным во время войны на истощение египетский МиГ-19 перехватил два израильских Mirage III, в воздушном бою египтянин сбил один «Мираж», египетский самолёт получил несколько попаданий 30-мм снарядов но смог вернуться на аэродром.
12 октября 1969 года по западным данным четыре МиГ-19 были сбиты «Миражами» в октябре 1967 года.
Номера либо пилоты поражённых самолётов в обоих воздушных боях (19 мая 1969 и 12 октября 1969) не указываются.

### Пакистан
Как и Вьетнам, пакистанские военно-воздушные силы получили не оригинальные МиГ-19, а их китайские копии — J-6 (F-6). Первые 74 машины Пакистан получил в 1966 году, а к концу года в ВВС этой страны имелись уже три боеспособные эскадрильи, вооружённые этими истребителями. Ещё две партии самолётов были закуплены в Китае после индо-пакистанской войны 1971 года: 60 истребителей в 1972 году и ещё 60 — в 1977. Всего же сюда поставили около 260 китайских МиГ-19. В 1970-е годы на вооружении пакистанских ВВС появились современные западные самолёты — F-104 и «Мираж» III. Пакистанские лётчики сравнили их с полученными МиГ-19. Пилоты отмечали великолепную манёвренность «мигов» на малых и средних высотах и высокую надёжность их систем.
Война 1971 года
Крупнейшим конфликтом с участием F-6 стала индо-пакистанская война декабря 1971 года. Пакистанские лётчики на F-6 выполнили около 650 боевых вылетов на перехват и патрулирование воздушного пространства. Ещё 184 боевых вылета пилоты F-6 выполнили на штурмовку наземных целей. К её началу эти самолёты состояли на вооружении 15-й, 19-й и 25-й эскадрилий ВВС Пакистана.
По официальным заявлениям пакистанцев, на F-6 были сбиты 10 индийских самолётов и ещё несколько повреждено. На самого результативного пилота претендует уинг-коммандер (подполковник) С. Хатми, заявивший три победы (с учётом войны 1965 года претендует на 5 побед). ВВС Индии заявили об уничтожении восьми F-6 и подтвердили пять воздушных побед F-6 (3 Hunter и 2 Су-7). По западным данным индийцы сбили не менее трёх F-6 в воздушных боях (2 сбили МиГ-21 и 1 Су-7).
Подтверждённые воздушные победы пакистанских МиГ-19 (F-6, все в 1971 году):
- 4 декабря Hunter (б/н A479, 27-я аэ, пилот флайт офицер В. Чати взят в плен) над Мианвали был сбит пакистанским МиГ-19 (пилот флайт офицер Дж. Куази);
- 4 декабря Hunter (б/н A482, 27-я аэ, пилот флайт лейтенант Г. Рай погиб) над Сакесаром был сбит пакистанским МиГ-19 (пилот уинг коммандер С. Хатми);
- 5 декабря Су-7 (б/н B849, 222-я аэ, пилот флайт лейтенант Х. Сингх погиб) над Рисалевалой был сбит пакистанским МиГ-19 (пилот флайт лейтенант К. Латиф);
- 5 декабря Hunter (б/н A488, 27-я аэ, пилот флайт офицер К. Малкани погиб) над Сакесаром был сбит пакистанским МиГ-19 (пилот флайт офицер С. Раза);
- 7 декабря Су-7 (б/н B902, 26-я аэ, пилот комэск Д. Сингх погиб) над Самбой был сбит пакистанским МиГ-19 (пилот флайт офицер А. Суфи).

Подтверждённые потери в воздушных боях пакистанских МиГ-19 (F-6, все в 1971 году):
- 8 декабря F-6 (б/н 1508, 23-я аэ, пилот флайт офицер А. Сиддикуй погиб) над Миянвалли разбился после того как влетел в обломки Су-7, сбитого чужим огнём;
- 12 декабря F-6 (б/н 1703, 23-я аэ, пилот флайт лейтенант Еджазуддин катапультировался) над Рисалевалой был сбит индийским Су-7 (пилот флайт лейтенант С. Малхотра).

Таким образом, с учётом случаев, только когда известны пилот или бортовой номер, пакистанские пилоты истребителей МиГ-19 (F-6) одержали пять воздушных побед, потеряв два своих самолёта в воздушных боях.

### Война в Афганистане
Афганистан получил 18 МиГ-19С в 1965 году.
С началом ввода советских войск и последующей войны «девятнадцатые» ВВС ДРА применялись для атак наземных целей. Примечательно что в этой войне такие самолёты использовал и противник ДРА — Пакистан. В ходе войны не было сбито ни одного афганского МиГ-19.
Пакистанские F-6 в это же время безуспешно привлекались для защиты воздушного пространства от афганских и советских самолётов. Вначале такие инциденты оканчивались вытеснением нарушителей, позже — вооружёнными столкновениями. 12 апреля 1986 года пакистанские F-6 безуспешно атаковали 3 советских Су-25, ни одна из трёх выпущенных американских ракет AIM-9P не попала в цель. Кроме того, F-6 попытались безуспешно перехватить МиГ-23, а также одержали три возможных победы над афганскими самолётами (одну над Ан-24 и, по сообщениям СМИ, две над МиГ-21; при этом пакистанское командование ВВС никогда не подтверждало никаких из этих заявок на уничтожение МиГ-21).

### Дальнейшая служба
F-6 принимали участие в противоборстве между Ираном и Ираком, причём пилоты обеих стран использовали эти машины как для нанесения ударов по наземным целям, так и охраны с воздуха тыловых объектов.
Китайские F-6 «расползлись» почти по всему африканскому континенту. Их применяли в различных локальных вооружённых конфликтах, в частности, в Сомали, Судане, Танзании и Уганде.
8 июня 1980 года возле Маталы потерпел крушение ангольский пассажирский самолёт Як-40 (р/н D2-TYC). По одной из версий (неподтверждённой) он мог быть сбит истребителем J-6 ВВС Замбии, по данным украинских и российских источников рейс «D2-TYC» был ошибочно сбит огнём с земли.

## На вооружении
На 2023 год, КНДР — единственная страна имеющая Миг-19 на вооружении.
- КНДР — 100 единиц Shenyang J-6, (4 авиаполка) и МиГ-19, по состоянию на 2023 год[67]

### Стоял на вооружении

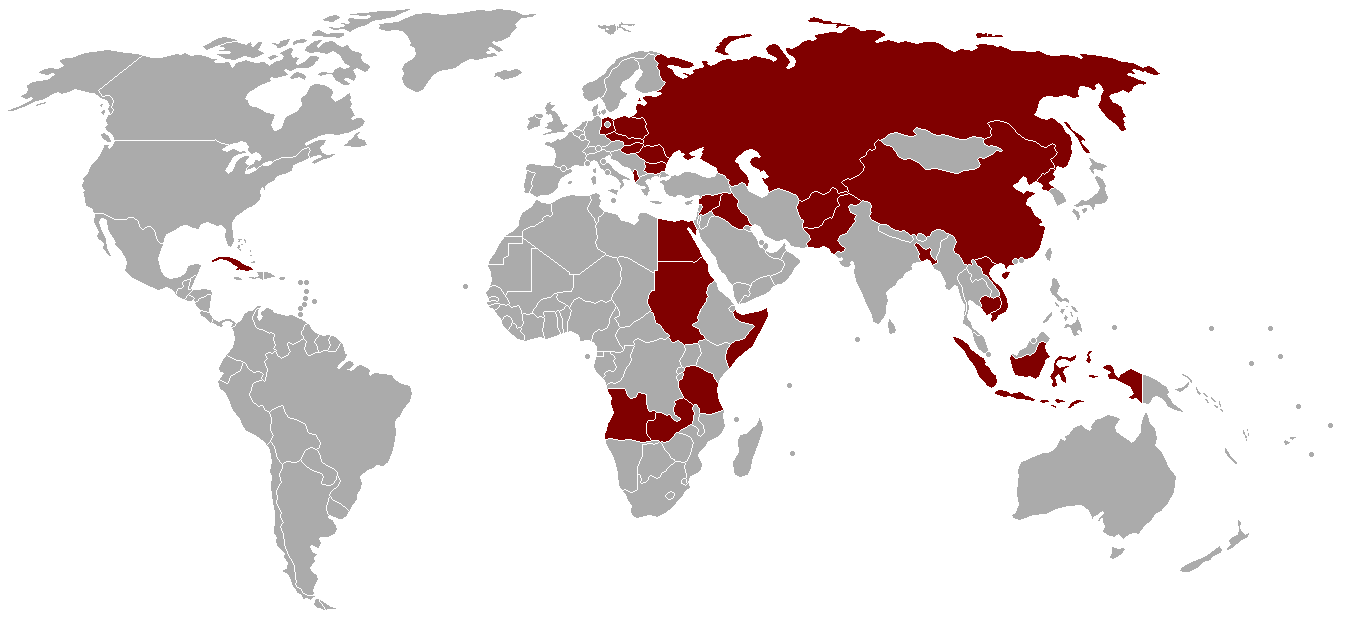
Страны, эксплуатировавшие МиГ-19

- Албания — В октябре 1959 года, 15 МиГ-19ПМ было поставлено Албании. Самолёты получил 7594-й ИАП на авиабазе Ринас. В 1965 году их обменяли у Китая на истребители F-6.[68]
- Афганистан — ВВС Афганистана получили 18 МиГ-19С в 1965 году.[69]
- Бангладеш — С 1977 года ВВС Бангладеш начали получать истребители F-6 китайского производства, этими самолётами были вооружены две эскадрильи. В 1981 году для подготовки пилотов были приобретены FT-6, до этого использовались FT-5. В 1998 году истребители были сняты с вооружения, но УТС по-прежнему остаются в строю и используются для подготовки пилотов истребителей-бомбардировщиков A-5III.[70][71]
- Болгария — В начале 1958 года 24 истребителя МиГ-19С получила Болгария, где они эксплуатировались до 1978 года.[69] В 1966 г. Болгария получила от Польши её бывшие МиГ-19П и МиГ-19ПМ. На авиабазе Доброславцы они применялись до 1975 г.[68][72] ВВС Болгарии

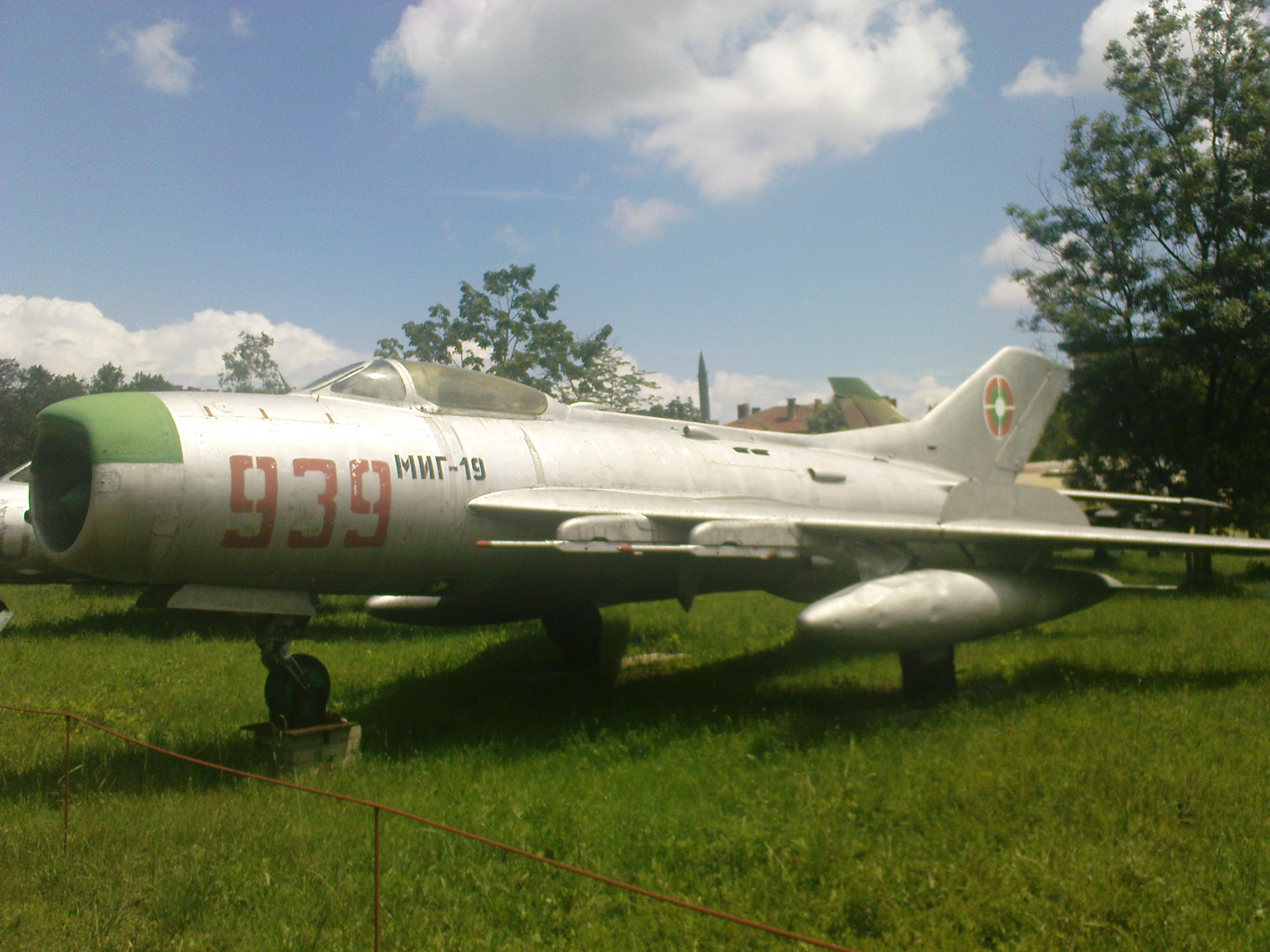
ВВС Болгарии

- Венгрия — В марте-апреле 1960 года 12 МиГ-19ПМ поступили в 3-ю эскадрилью 31-го ИАП ПВО Венгрии. До их снятия с вооружения в 1974 году, три самолёта разбились, два пилота погибли.[68]
- Вьетнам — В 1968—1969 годах Вьетнам получил 54 F-6, которыми был вооружён 925-й истребительный авиаполк. В ходе войны, авиаполк понёс ощутимые потери и в 1974 году Китай передал Вьетнамской стороне ещё 24 F-6.[73]
- ГДР — В октябре 1959 года первые из 12 истребителей МиГ-19С получила 2-я эскадрилья 3-го авиаполка и столько же МиГ-19ПМ получила 1-я эскадрилья. В различных происшествиях было потеряно 11 самолётов.[68][69]
- Египет — В 1958—1967 годах, ВВС Египта получили 160 МиГ-19С.[69] После разрыва отношений с СССР в 1976 году, Египет наладил тесные контакты с Китаем, откуда поступило большое количество F-6. Истребители стояли на вооружении 241-й и 242-й бригад. Египетские F-6 были доработаны для использования ракет воздух-воздух Матра Мажик.[74]
- Замбия — ВВС Замбии получили 12 F-6 в 1977 году.[74]
- Индонезия — В 1961 году ВВС Индонезии приобрели в СССР истребители МиГ-19Ф. В этой модификации самолёт незначительно отличался составом БРЭО от серийного МиГ-19С. В 1970 относительно новые МиГ-19 были проданы Пакистану.[75]
- Ирак — В середине 60-х Ирак получил 15 МиГ-19С.[76] Ещё сорок F-6 было поставлено Ираку в 1983 году из Египта, в ВВС Ирака предполагалось использовать его непосредственной поддержки войск, но предпочтение было отданно штурмовому вертолёту Ми-24. В результате F-6 были переданы в учебные и резервные части.[74]
- Камбоджа — В 1977 году 16 F-6 в разобранном виде были доставлены на аэродром Компон Чнанг. По разным причинам, всего шесть из них были собраны и облётаны.[74]
- КНР — Вместе с лицензией на производство МиГ-19С/П/ПМ, в 1959 году Китай получил в разобранном виде пять МиГ-19П и пять МиГ-19ПМ. Под обозначением J-6 истребитель производился серийно в Шэньяне и Наньчане.[77]
- Куба — В ноябре 1961 года на Кубу прибыли первые 8 из 12 перехватчиков МиГ-19П. Кубинские лётчики были недовольны самолётом и старались при первом удобном случае перейти на МиГ-17 или МиГ-21. МиГ-19 относительно недолго стояли на вооружении Кубинских ВВС и уже в 1965 году были заменены на МиГ-21ПФМ.[78][79][80]
- Пакистан — 24 ноября 1965 года Исламабад и Пекин подписали соглашение о поставке 72 F-6, а 31 декабря того же года первые истребители прибыли в Пакистан. Индонезия продала Пакистану 20 советских МиГ-19С.[81] Ещё две партии по 60 F-6 было получено в 1972 и 1977 годах. Вместе с учебно-тренировочными FT-6, общее число полученных Пакистаном МиГов составило около 260 машин. Пика количество боеспособных истребителей этого типа достигло в 1981 году, когда они стояли на вооружении 9 эскадрилий ВВС Пакистана. Многие пакистанские F-6 были модернизированы для использования ракет AIM-9 Сайдуиндер.[76] Последним соединением имевшим на вооружении F-6, стала 23-я истребительная эскадрилья ВВС Пакистана, в которой в начале 2002 года более современные F-7PG сменили истребители F-6. Торжественная церемония списания последнего F-6 состоялась 27 марта 2002 года.[82]
- Польша — Летом 1958 года первые из 12 МиГ-19П получил 28-й ИАП ВВС Польши, дислоцировавшийся в Слупск-Редзиково, где они находились до 1966 года, после чего были переданы Болгарии.[72] В 1959 г. ВВС Польши получили 13 МиГ-19ПМ, распределённые между 28-м и 39-м ИАП. Самолёты эксплуатировались до 1966-67 годов, когда были переданы Болгарии.[68]
- Румыния — Румыния приобрела 10 МиГ-19П в 1959 году и 5 — в 1960 году. Они эксплуатировались в 66-й НАД в Девеселуле до начала 70-х годов.[72] Впоследствии Румынией было приобретено ещё 45 МиГ-19ПМ. Они применялись в 66-й НАД до середины 70-х годов.[68]
- Сирия — 1958—1962 ВВС Сирии получили 40 МиГ-19С.[69]
- Сомали — Около 50 F-6 китайского производства.[77]
- Судан — ВВС Судана получили шесть F-6, которые используют в качестве штурмовиков.[74]
- Танзания — ВВС Танзании получили 12 F-6 в 1974 году.[74]
- — В конце 1957 г. ЧССР получила 27 перехватчиков МиГ-19П, поступивших в 1-й и 11-й ИАП.[72] В 1958 году на вооружение ВВС Чехословакии поступило 12 МиГ-19С, прибывших в страну в декабре 1957-го. Самолёты были распределены между 1-м и 11-м истребительными авиаполками. Впоследствии МиГ-19 строился в Чехословакии фирмой Aero Vodochody серийно под обозначением S-105.[69] В 1959-60 годах ВВС Чехословакии получили 33 перехватчика МиГ-19ПМ, состоявших на службе до начала 70-х годов.[68]

## Тактико-технические характеристики
Приведены данные модификации МиГ-19C.
Источник данных: Gordon, 2003, pp. 121-127.

Технические характеристики
- Экипаж: 1 чел.
- Длина: 12,54 м
  - с трубкой Пито: 14,64 м
- Размах крыла: 9,0 м
- Высота: 3,885 м
- Площадь крыла: 25,16 м²
- Угол стреловидности по линии 1/4 хорд: 55°
- Коэффициент удлинения крыла: 3,24
- Коэффициент сужения крыла: 3,04
- Профиль крыла: ЦАГИ С-12С у корня крыла, ЦАГИ СР-7С — законцовки
- База шасси: 4,398 м
- Колея шасси: 4,156 м
- Масса пустого: 5172–5447 кг (по разным источникам)
- Нормальная взлётная масса: 7560 кг
- Максимальная взлётная масса: 8832 кг
- Масса топлива во внутренних баках: 1800 кг
- Объём топливных баков: 2170 л (+2 × 760 л в ПТБ)
- Силовая установка: 2 × ТРДФ РД-9Б
  - Бесфорсажная тяга: 2 × 2600 кгс (25,5 кН)
  - Форсажная тяга: 2 × 3250 кгс (31,9 кН)

Лётные характеристики
- Максимально допустимая скорость: М=1,6
- Максимальная скорость: 1452 км/ч на 10000 м (версии СМ-12/1-3 разгонялись до скорости 1930 км/ч[83])
- Скорость отрыва: 280–305 км/ч
- Посадочная скорость: 235 км/ч
- Практическая дальность: 1400 км / 2200 км с ПТБ
- Продолжительность полёта: 1 ч. 43 мин. / 2 ч. 38 мин. с ПТБ
- Практический потолок: 15 600 м
  - на форсаже: 17 500 м — 17 900 м
- Время набора высоты:
  - 10000 м за 1,1 мин.
  - 15000 м за 2,6 мин.
- Нагрузка на крыло: 296 кг/м²
- Тяговооружённость: 0,86 (на форсаже)
- Длина разбега: 900 м с ПТБ
  - на форсаже: 515 м без ПТБ
- Длина пробега: 890 м
  - с парашютом: 610 м
- Максимальная эксплуатационная перегрузка: +8,0 ед.
  - с ПТБ: +5,0 ед

Вооружение
- Стрелково-пушечное: 3 × 30 мм пушки НР-30 с 201 патроном
- Точки подвески: 2–4
- Управляемые ракеты: до 4 × РС-2У у МиГ-19ПМ
- Неуправляемые ракеты: 2–4 × блока по 16–32 ракеты
- Бомбы: 2 × от 50 кг до 250 кг бомб

## Аварии и катастрофы
Вскоре после поступления на вооружение МиГ-19 заработал репутацию «летающего гроба», причиной чему были неожиданные взрывы самолёта в воздухе из-за плохой теплоизоляции между двигателями и топливными баками.
- 18 апреля 1961 года произошла катастрофа МиГ-19ПМ по технической причине[85].
- 27 июня 1961 года МиГ-19 разбился в Тушино, пилот погиб.[86]
- 6 февраля 1964 г. Катастрофа МиГ-19П. 146 ГИАП, Васильков. Лётчик капитан Лёгкий Анатолий Иванович погиб.
- 17 июня 1966: Катастрофа МиГ-19П. 146 ГИАП, Васильков. Упал на полигоне под г. Коростень. Лётчик подполковник Сямин Иван Иванович погиб.
- осень 1968г, 152 ИАП, Ак-Тепе, МиГ-19 потерпел катастрофу при ночных полётах, лётчик погиб.
- май 1968г, 152 ИАП, Ак-Тепе. Под Небит-Дагом загорелся в полёте и разбился МиГ-19ПМ. Лётчик (майор Нечай) катапультировался.
- 9 августа 1968 года потерпел катастрофу МиГ-19 ВВС ГДР. [источник не указан 1578 дней]
- Весна 1969: 146 ГИАП, город Васильков Киевской области. Катастрофа МиГ-19П после взлёта. Самолёт упал в районе аэродрома. Лётчик капитан Рыбаков Николай Александрович погиб.
- июль 1969 г 627 иап аэродром Сальяны. Загорелся при посадке с невыпущенным шасси. Лётчик Делия Виктор Михайлович жив, успел покинуть горящий самолёт.
- осень 1969г, 156 ИАП, Мары-2. Загорелся при посадке с невыпущенными шасси МиГ-19, лётчик (полковник Хижняк) успел выбраться из кабины, жив, самолёт сгорел.
- 7 мая 1971 лётчик Валерий Рубаненко ценой своей жизни увёл горящий МиГ-19 от города Чёрмоз (Пермская область)[87].
- 8 октября 1971 года. 472 ИАП ПВО. Орел. Ночь. СМУ. Катастрофа самолёта МиГ-19П пилотируемого лётчиком капитаном Нечаевым И. И.
- Август 1974 года. Днепропетровск, Кайдаки, 933 ИАП 8-я армия ПВО. Катастрофа МиГ-19ПМ. Лётчик капитан Шорохов погиб.
- 29 июля 2014 года разбился МиГ-19 ВВС Корейской Народной армии.[88]

## Сохранившиеся экземпляры
| Тип      | Бортовой номер | Местонахождение | Изображение                                                                            |
| -------- | -------------- | --- | -------------------------------------------------------------------------------------- |
| МиГ-19   |                | Самолёт-памятник в г. Липецк на площади Авиаторов. |                                                                                        |
| МиГ-19   |                | Самолет-памятник в г. Каменское (Днепропетровская обл., Украина). |                                                                                        |
| МиГ-19   | 04             | Самолёт-памятник. Военный городок Мещерино-1, Московская область, Ступинский район. |                                                                                        |
| МиГ-19   | 46             | Самолёт-памятник на пересечении бульвара Нестерова и Лётной улицы г. Балашиха Московской области. Установлен на постамент в 2021 году. |                                                                                        |
| МиГ-19ПМ | 20             | г. Нижний Новгород, ул. Ванеева. Установлен в память Героя Советского Союза Бориса Владимировича Панина. |                                                                                        |
| МиГ-19   |                | Таганрогский музей авиационной техники |                                                                                        |
| МиГ-19   |                | Памятник на Сопке героев в Крымске |                                                                                        |
| МиГ-19   |                | Музей Войск ПВО |                                                                                        |
| МиГ-19П  | 04             | Курганский авиационный музей |                                                                                        |
| МиГ-19ПМ |                | Самолёт-памятник около КПП военного городка Халино (аэродром Курск-Восточный). Самолёт Миг-19ПМ принадлежал 472 истребительному полку ПВО. На памятнике мемориальная доска с надписью «Защитникам Курского неба».                                                                                            |                                                                                        |
| МиГ-19   | 15             | Самолёт-памятник в г. Калининград возле бывшего КВАТУ |                                                                                        |
| МиГ-19   |                | Самолёт-памятник в посёлке Северный, Багратионовского района Калининградской области. |                                                                                        |
| МиГ-19   | 31             | Самолёт-памятник в г. Уфа во дворе УГАТУ |                                                                                        |
| МиГ-19   |                | Самолёт-памятник в г. Санкт-Петербург в парке Авиаторов |                                                                                        |
| МиГ-19   |                | Самолёт-памятник г. Лодейное поле, Ленинградская обл. |                                                                                        |
| МиГ-19СВ | 09 красный     | Самолёт-памятник, г. Выборг, Военный музей Карельского перешейка (территория бывшей ШМАС) |                                                                                        |
| МиГ-19   |                | Самолёт-памятник г. Старая Русса, Новгородская обл, на ул. Красных Командиров |                                                                                        |
| МиГ-19   |                | Самолёт-памятник п. Крестцы, Новгородская обл. |                                                                                        |
| МиГ-19   |                | Самолёт-памятник в г. Хабаровск. Большой аэродром. |                                                                                        |
| МиГ-19   |                | Самолёт-памятник п. Угольные Копи, Анадырского р-на, Чукотка |                                                                                        |
| МиГ-19   |                | Самолёт-памятник п. Оловянная, Читинская обл. (Забайкальский край) |                                                                                        |
| МиГ-19ПМ | 15             | Государственный музей авиации в г. Киев |                                                                                        |
| МиГ-19   |                | На территории 40 бригады тактической авиации г. Васильков, Киевская область |                                                                                        |
| МиГ-19   |                | Самолёты-памятники в Днепре (Днепропетровске) у пересечения улиц Малиновского и Белостоцкого (жилмассив Солнечный) и перед въездом в военный городок рядом с аэропортом |                                                                                        |
| МиГ-19   |                | Самолёт-памятник д. Западынка (Васильков, Украина)гарнизон 19-й дивизии 8-й армии ПВО |                                                                                        |
| МиГ-19П  |                | Самолёт-памятник 17-й воздушной армии возле Николаевского аэропорта с. Баловное (Николаев, Украина) на автодороге Николаев — Ульяновка. |                                                                                        |
| МиГ-19ПМ |                | Самолёт-памятник в г. Новоград-Волынский (Житомирская обл.) |                                                                                        |
| МиГ-19ПМ | 01             | г. Днепропетровск, у въезда на аэродром, памятник лётчикам 933-го истребительного авиаполка |                                                                                        |
| МиГ-19ПМ | 06             | г. Верхнеднепровск, Днепропетровская область |                                                                                        |
| МиГ-19С  |                | г. Каменское, Днепропетровская область |                                                                                        |
| МиГ-19   | 01             | с. Плодородное, Михайловский район, Запорожская область |                                                                                        |
| МиГ-19П  | 01             | г. Николаев, возле аэропорта |                                                                                        |
| МиГ-19ПМ | 01             | г. Светловодск, Приморский сквер, ул. Гагарина, Кировоградская область |                                                                                        |
| МиГ-19   | 50             | Самолёты-памятник в г. Харьков на территории ХАИ |                                                                                        |
| МиГ-19С  |                | Памятник воинам-освободителям Харькова. Ул. Спортивная во дворе общежития ПТУ № 32, г. Харьков |                                                                                        |
| МиГ-19   | 41             | Самолёт-памятник в пгт. Краснокутск, Харьковская область, Украина |                                                                                        |
| МиГ-19   |                | Самолёт-памятник в г. Красноград, Харьковская область, Украина |                                                                                        |
| МиГ-19ПМ | 62             | Самолёт-памятник в г. Донецк |                                                                                        |
| МиГ-19ПМ | 19             | г. Авдеевка, мемориал возле ДК на улице Карла Маркса, 28 |                                                                                        |
| МиГ-19С  | 08             | Самолёт-памятник в г. Харцызск, Украина. |                                                                                        |
| МиГ-19   |                | Самолёт-памятник г. Красный Луч, Луганская область, Украина |                                                                                        |
| МиГ-19   |                | Самолёт-памятник возле поворота на аэропорт г. Херсон, пос. Чернобаевка, Украина |                                                                                        |
| МиГ-19   |                | Самолёт-памятник г. Дубно, Украина |                                                                                        |
| МиГ-19   |                | Самолёт-памятник в г. Светловодск, начало улицы Гагарина, Украина |                                                                                        |
| МиГ-19   | 29             | Самолёт-памятник в г. Севастополь на проспекте Генерала Острякова | Поставлен в честь открытия здания ДОСААФ в г. Севастополе. Пр. Генерала Острякова д.15 |
| МиГ-19   |                | Самолёт-памятник в г. Севастополь, Любимовка, гарнизон Бельбек, Крым | http://foto.spbland.ru/data/media/3/lrg_119111_IMG2415.jpg                             |
| МиГ-19   | 30             | Самолёт-памятник г. Тирасполь, Молдавия (Монумент воинам-авиаторам, служившим в 17-й воздушной армии, освободителям Тирасполя в 1944 году. Легендарный МиГ-19 был установлен в качестве монумента в 1975 году в честь 30-летия Победы в Великой Отечественной войне. Памятник установлен в Сквере Авиаторов) |                                                                                        |
| МиГ-19   |                | Самолёт-памятник г. Флорешты, Молдавия |                                                                                        |
| МиГ-19   |                | Минский музей авиационной техники центрального аэроклуба ДОСААФ |                                                                                        |
| МиГ-19П  | 14             | Музей авиатехники, Боровая, Минск, Беларусь |                                                                                        |
| МиГ-19   |                | Самолёт-памятник г. Щучин, Беларусь на ул. Островского |                                                                                        |
| МиГ-19   |                | Самолёт-памятник г. Барановичи (авиагородок) |                                                                                        |
| МиГ-19   |                | Самолёт-памятник в г. Ереван, Армения (парк победы). |                                                                                        |
| МиГ-19   |                | Самолёт-памятник в г. Маньчжурия, Китай (при въезде со стороны Забайкальска). |                                                                                        |
| МиГ-19   | 81             | Самолёт-памятник в п. Хвойный (Санкт-Петербург) |                                                                                        |
| МиГ-19С  | 45             | Самолёт-памятник г. Полярные Зори (в 1978—2002 годах — п. Африканда), Мурманская обл. | фото                                                                                   |
| МиГ-19С  | 17             | Самолёт-памятник п. 27 км Железной Дороги Мончегорск-Оленья, Мурманская обл. |                                                                                        |
| МиГ-19   |                | Самолёт-памятник п. Килпъявр, Мурманская обл. |                                                                                        |